# دیلان بورلی
دیلان بورلی (انگلیسی: Dylan Borlée؛ زادهٔ ۲۰ سپتامبر ۱۹۹۲) ورزشکار دو و میدانی اهل بلژیک است.
وی در مسابقات کشوری و بین‌المللی در مجموع برندهٔ ۲ مدال طلا، ۱ مدال نقره و ۴ مدال برنز شده‌است.